# Forteresse de Montemurlo
La forteresse de Montemurlo (en italien : Castello di Montemurlo ou Rocca di Montermurlo), est un complexe architectural militaire situé sur la colline dominant la commune de Montemurlo dans la province de Prato en Toscane, où s'est développé le village médiéval d'origine,.

## Historique
Construite au Xe siècle comme un avant-poste défensif, la forteresse appartenait à la famille Guidi. Elle est l'une des quatre fortifications protégeant la Via delle Rocche reliant Montemurlo au Val di Bisenzio (it).
Après la bataille de Montemurlo, en 1537, le fief est revenu à la maison de Médicis et la forteresse a perdu sa fonction de garnison frontalière.
Elle fut définitivement transformée en un élégant complexe résidentiel vers le milieu du XVIe siècle. Son  pont-levis fut imaginé par le jeune Giorgio Vasari, remplacé aujourd'hui par un large escalier double. 
Au XIXe siècle, l'ensemble du complexe architectural a subi des interventions de rénovation et de restauration qui lui ont donné son aspect actuel.

## Description
Le château est constitué de deux bâtiments accolés dont l'un est disposé autour d'une cour intérieure. Les structures des murs extérieurs sont recouvertes de pierre et se terminent par les créneaux caractéristiques au sommet. L'espace sur lequel se dresse le château est délimité par quelques courtines et précédé de jardins.

## Galerie

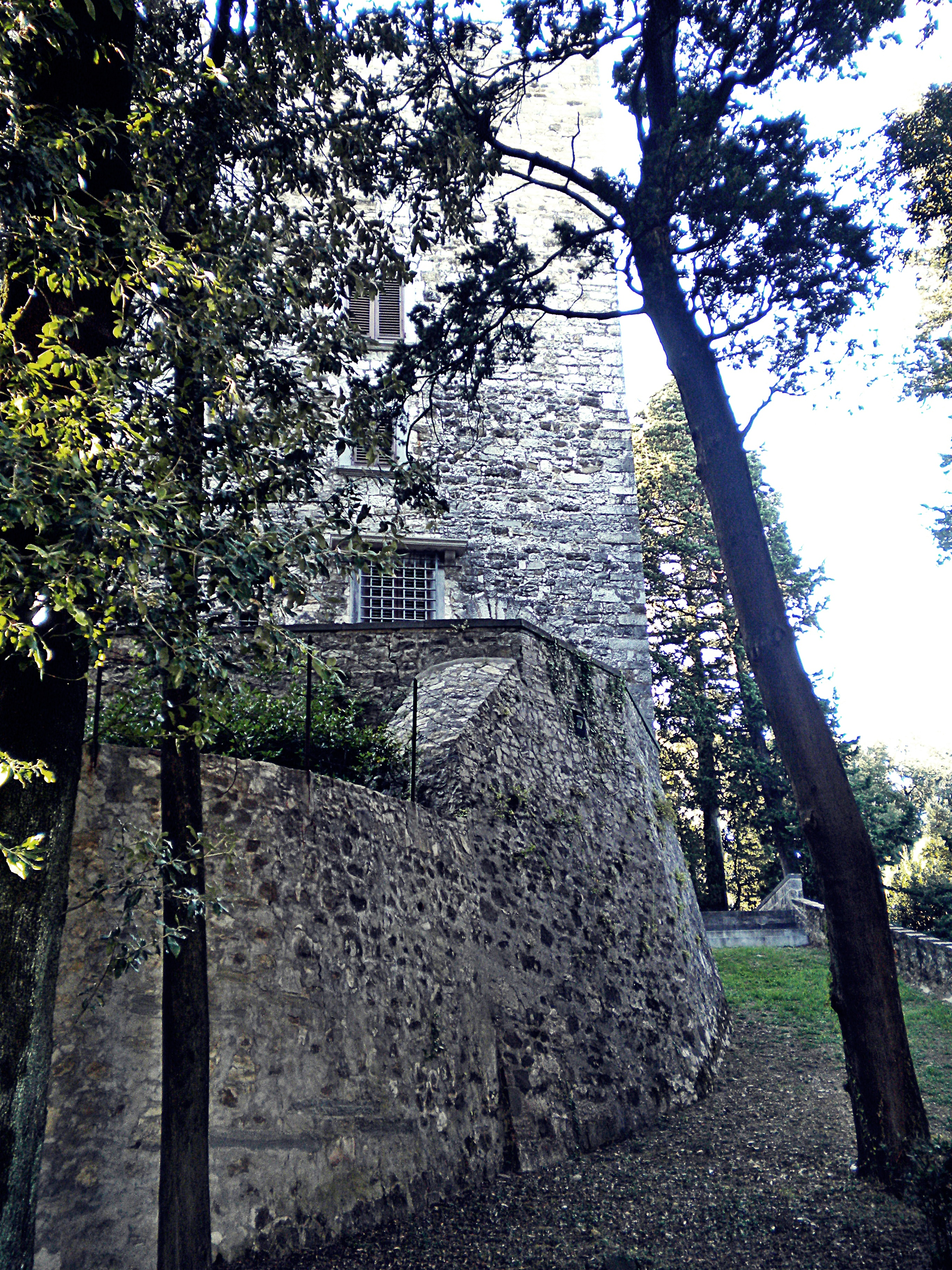
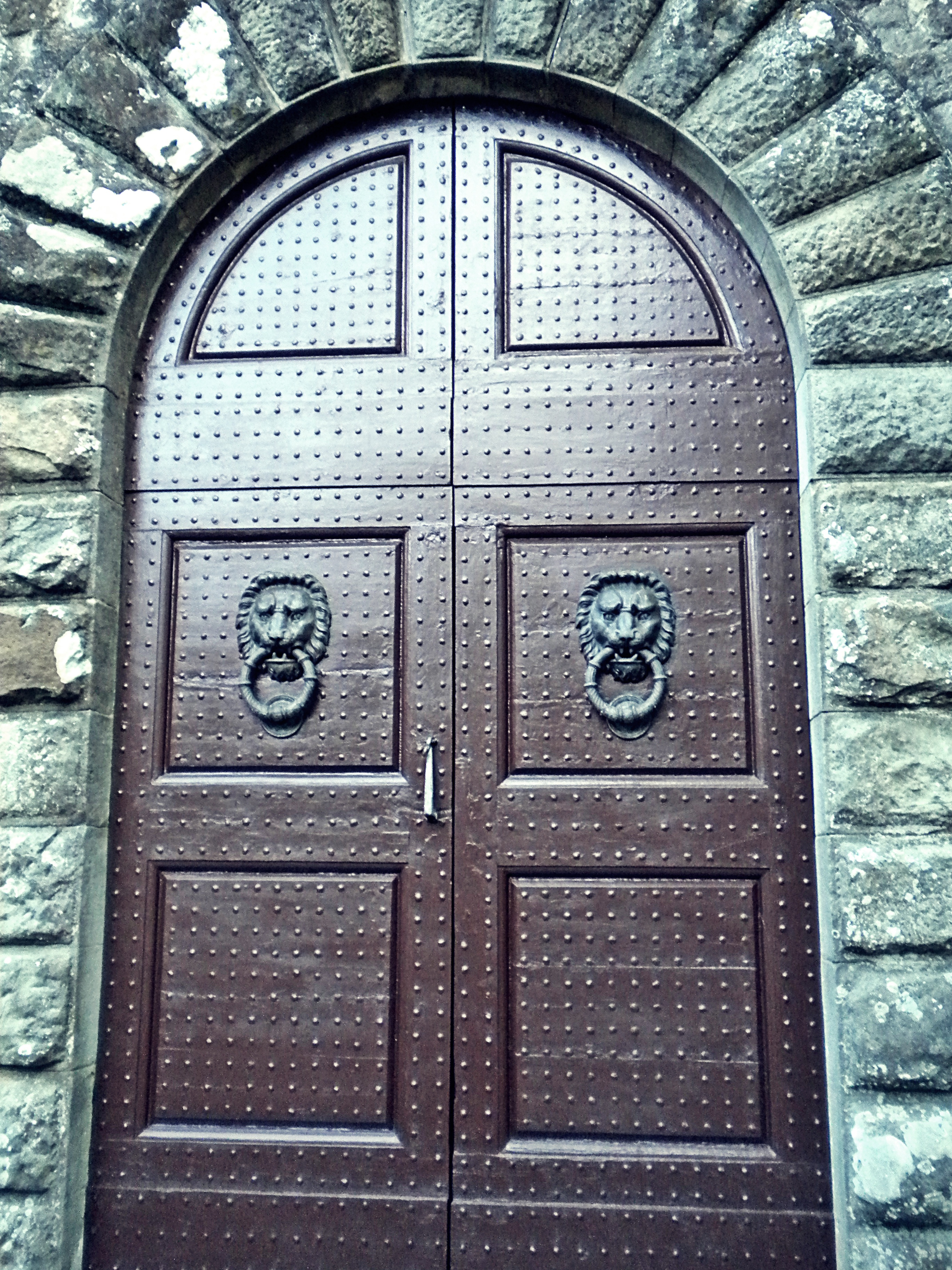
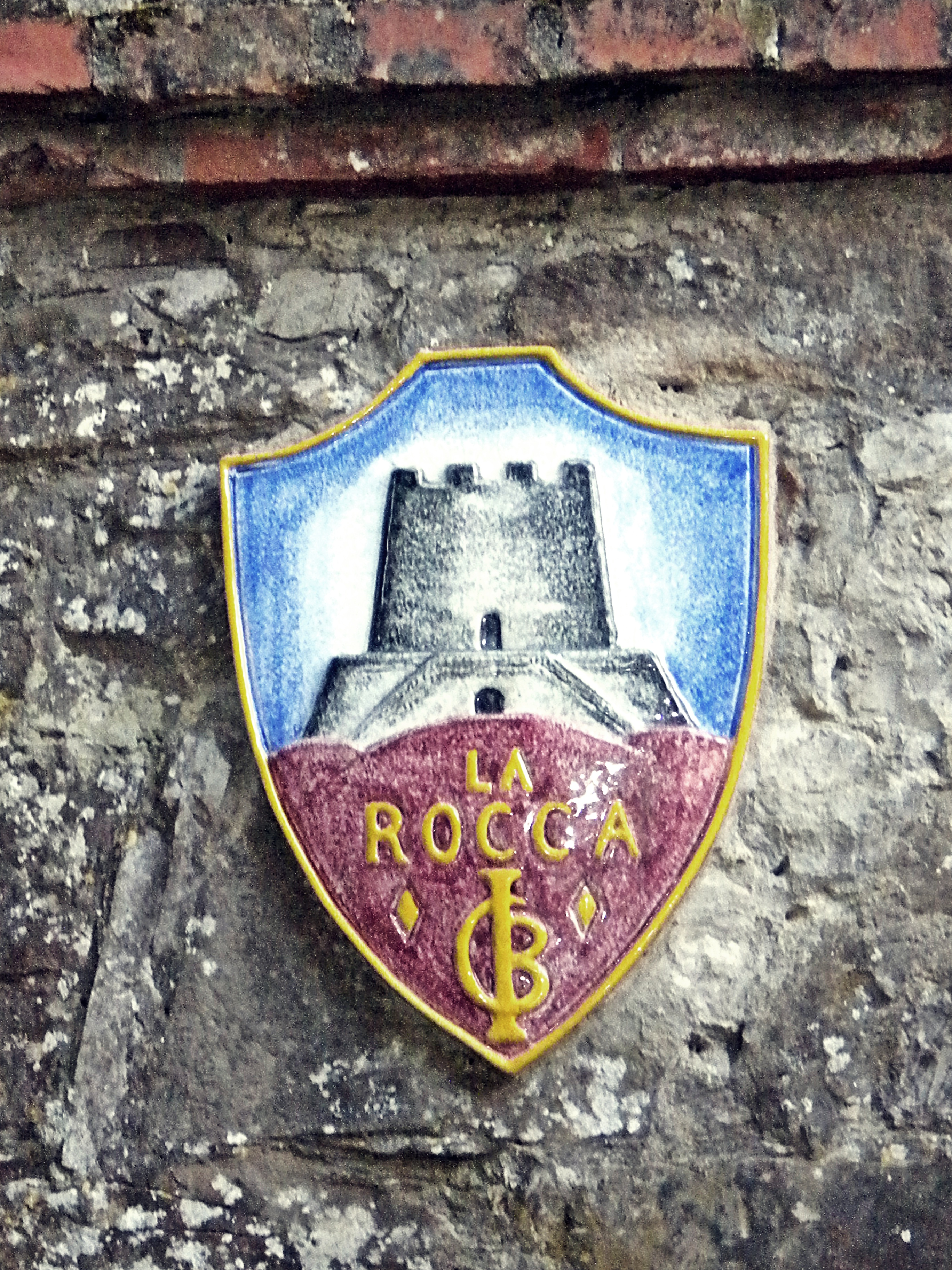
Le blason de la forteresse.
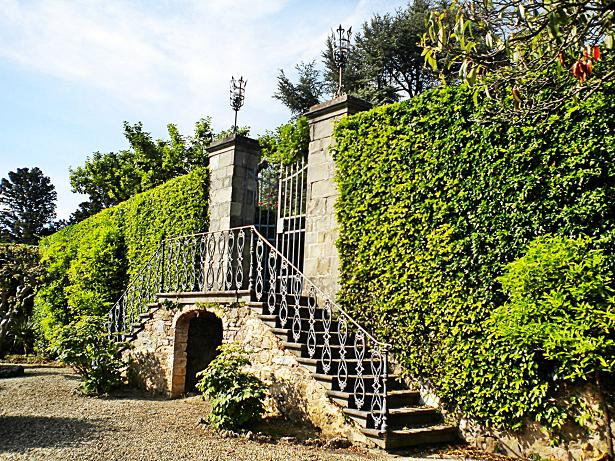
Le jardin.